# 福田香史
福田 香史（ふくだ こうし、1932年（昭和7年）12月14日 - 1980年（昭和55年）3月18日）は、三重交通四日市営業所所属の職員。日本社会党所属の四日市市議会議員と兼務していた。市議会議員を3期務める。埼玉県川越市出身。住所は四日市市大字塩浜。四日市市磯津地区在住。

## 経歴
- 1932年（昭和7年）12月14日に埼玉県川越市で生まれる。
- 1946年（昭和21年）に旧制川越中学校（現在の埼玉県立川越高等学校）を家庭の事情で2年生で中退する。昭和20年代に家業の林業に従事した。
- 1954年（昭和29年）に三重交通株式会社に入社した。バス運転手として大型自動車運転免許証を保有していた。三重交通労働組合など運送業労働者の支持基盤があり四日市公害問題で知名度が高かった。
- 昭和40年代に三重交通のバス運転手及び四日市公害運動の活動家だった。四日市市開発公社の理事。四日市市の塩浜地区社会福祉協議会の副会長。塩浜中学校区の子供育成会会長。塩浜地区子供育成連合会の会長になり、磯津地域の女性と結婚して移住した。
- 1971年（昭和46年）4月に三重交通の労働組合を中心とする日本私鉄労働組合総連合会や国鉄労働組合などの四日市市内の運輸業の労組を支持母体として四日市ぜんそく解決のため四日市市議会議員選挙に日本社会党から立候補して初当選した。1975年（昭和50年）に再選。1979年（昭和54年）4月に2500票を獲得して3期目の当選をする。塩浜地域の問題や四日市ぜんそくなど公害問題に取り組み、交通事故の死者急増問題にも取り組んだ[2]。

## 四日市公害問題に取り組む
四日市公害裁判公害裁判中に病死した原告主婦の長女が、経済的困窮により高校を中退して家事手伝をしていることを知った福田は、四日市市の社会党を中心に学費援助の支援活動を行い、寄付が集まった結果復学が可能となった。学資は三菱油化が、家政婦の給与は三菱化成が援助した。
1972年（昭和47年）10月18日に子供を患者に持つ磯津の母親3人とともに三重県庁に出向いた。「昭和石油の増設プラントの操業を開始しても、公害発生の恐れはないと言うが、三重県知事としてその事に責任をもてるかどうか」と田中覚三重県知事に詰め寄った。福田は(1)三重県側(2)四日市コンビナートの石油化学企業側(3)塩浜地区の住民側の3つの団体で三者協定を結んでほしいと申し入れた。

## 飲酒運転による交通事故死
1980年（昭和55年）3月18日に交通事故のため47歳で急死した。伊勢新聞の報道によると、当日の市議会の後、他の市議との宴会で大量に飲酒したとされていて、そのまま飲酒運転を行い磯津地区内にある小さい川に転落、車内から水死体で発見された。葬儀・通夜では、前川辰男四日市市議会議員など社会党の関係者や磯津地区民が多数参列した。水沢地区出身者が後継候補になった。

## 信条
- 流した汗が報われる政治をモットーとして勤労を重視する社会を目指していた。

## 人物像
- 温厚・誠実・廉直で感受性の強い青年政治家と評価される[6]。